# Madách Színház
El Madách Színház (Teatre Madách, en hongarès) és un teatre de Budapest, (Hongria) situat en el número 29 del Erzsébet körút (bulevard Elisabet). Té de 804 seients. El teatre disposa, a més a més, de dues sales: El Saló Tolnay, creat en memòria de l'actriu Klári Tolnay i el Madách Studio, un lloc per l'experimentació. El nom del teatre és en honor del dramaturg hongarès Imre Madách.
S'hi han fet musicals com El fantasma de l'òpera, Cats, Els miserables i El violinista a la teulada.